# 赵延年 (1924年)
赵延年（1924年4月—2014年10月23日），曾用名赵聪，男，祖籍浙江湖州，生于江苏苏州，中国漫画家、版画家、美术教育家，曾任中国美术家协会理事。